# لويس إسحاق
لويس إسحاق (بالإنجليزية: Luis Isaac)‏ هو لاعب كرة قاعدة أمريكي، ولد في 19 يونيو 1946.

## وصلات خارجية
- لويس إسحاق على موقعبيزبول رفرنس.كوم (الدوري الثانوي) (الإنجليزية)